# Drzewo genealogiczne Emiliuszów Lepidów
Przydomek Lepidus nosiła szacowna gałąź rzymskiego rodu Emiliuszów. Jej przedstawiciele pojawiają się w historii Rzymu od III wieku p.n.e. do I wieku n.e. w którym powiązali się rodzinnie z dynastia julijsko-klaudyjską. Poniższe drzewo genealogiczne pokazuje powiązania w części hipotetyczne lub dyskusyjne (co zaznaczane jest w poszczególnych hasłach) z braku źródeł, ale ma ukazać wielowiekowe trwanie znaczenia rzymskiego rodu.
| Marek Emiliusz Lepidus |
| konsul 285 p.n.e.      |

| Marek Emiliusz Lepidus |

| Marek Emiliusz Lepidus |
| konsul 232 p.n.e.      |

| Maniusz Emiliusz Lepidus |

| Marek Emiliusz Lepidus |
| pretor 218 p.n.e.      |

| Lucjusz Emiliusz Lepidus |

| Kwintus Emiliusz Lepidus |

| Maniusz Emiliusz Lepidus |
| pretor 213               |

| Marek Emiliusz Lepidus |
| konsul 187 p.n.e.      |

| Marek Emiliusz Lepidus |
| konsul 158 p.n.e.      |

| Marek Emiliusz Lepidus     |
| trybun wojskowy 190 p.n.e. |

| Mamerkus Emiliusz Lepidus |

| Marek Emiliusz Lepidus Porcina |
| konsul 137 p.n.e.              |

| Marek Emiliusz Lepidus |
| konsul 126 p.n.e.      |

| Kwintus Emiliusz Lepidus |

| Mamerkus Emiliusz Lepidus Liwianus |
| konsul 77 p.n.e.                   |

| Maniusz Emiliusz Lepidus |
| konsul 66 p.n.e.         |

| Maniusz Emiliusz Lepidus |

| Marek Emiliusz Lepidus |
| konsul 78 p.n.e.       |

| Lucjusz Emiliusz Lepidus Paullus |
| konsul 50 p.n.e.                 |

| Marek Emiliusz Lepidus    |
| konsul 46 p.n.e.;triumwir |
| \| 1. Junia \|            |
| 1. Junia                  |

| 1. Junia |

| Scypion                                   |
| adoptowany do rodu Korneliuszów Scypionów |

| Lucjusz Emiliusz Lepidus Paullus           |
| konsul 34 p.n.e.; cenzor 22 p.n.e.         |
| \| 1. Marcela Młodsza \| \| 2. Cornelia \| |
| 1. Marcela Młodsza                         |
| 2. Cornelia                                |

| 1. Marcela Młodsza |
| 2. Cornelia        |

| Emilia Lepida                          |
| \| 1. Gnejusz Domicjusz Ahenobarbus \| |
| 1. Gnejusz Domicjusz Ahenobarbus       |

| 1. Gnejusz Domicjusz Ahenobarbus |

| Marek Emiliusz Lepidus                 |
| przywódca spisku, stracony w 31 p.n.e. |
| \| 1. Servilia \|                      |
| 1. Servilia                            |

| 1. Servilia |

| Lucjusz Emiliusz Paulus          |
| konsul 1 n.e.                    |
| \| 1. Wipsania Julia Agrypina \| |
| 1. Wipsania Julia Agrypina       |

| 1. Wipsania Julia Agrypina |

| Marek Emiliusz Lepidus |
| konsul 6 n.e.          |

| Emilia Lepida |

| Emilia Lepida                                                              |
| \| 1. Publiusz Sulpicjusz Kwiryniusz \| \| 2. Mamerkus Emiliusz Skaurus \| |
| 1. Publiusz Sulpicjusz Kwiryniusz                                          |
| 2. Mamerkus Emiliusz Skaurus                                               |

| 1. Publiusz Sulpicjusz Kwiryniusz |
| 2. Mamerkus Emiliusz Skaurus      |

| Maniusz Emiliusz Lepidus |
| konsul 11 n.e.           |

| Lepidus |

| Emilia Lepida                        |
| \| 1. Marek Juniusz Sylan Torkwat \| |
| 1. Marek Juniusz Sylan Torkwat       |

| 1. Marek Juniusz Sylan Torkwat |

| Marek Emiliusz Lepidus                        |
| stracony w 39 n.e. za spisek przeciw Kaliguli |
| \| 1. Julia Drusilla \|                       |
| 1. Julia Drusilla                             |

| 1. Julia Drusilla |

| Emilia Lepida       |
| \| 1. Druzus III \| |
| 1. Druzus III       |

| 1. Druzus III |

| Emilia Lepida         |
| \| 1. cesarz Galba \| |
| 1. cesarz Galba       |

| 1. cesarz Galba |